# 라디코파니
라디코파니(이탈리아어: Radicofani)는 이탈리아 토스카나주 시에나도에 있는 코무네다. 피렌체에서 남동쪽 110km, 시에나에서 남동쪽 60km 거리에 있다.